# Лицей № 81
Лицей № 81 — муниципальное бюджетное общеобразовательное учреждение города Новосибирска. Средний общеобразовательный лицей № 81 (прежнее название лицея) была учреждена в 1964 году, в 1997 году получила статус средней общеобразовательного лицея углубленным изучением отдельных предметов (математики, физики и информатики), а в 2007 году по итогам аттестации получен статус МБОУ Лицей № 81.

## История лицея
В 60-е годы прошлого столетия в районе поселка Пашино под Новосибирском строился военный городок. И, хотя, в то время городок представлял всего-то десяток домов, строительство школы стало первой необходимостью, так как детям военнослужащих нужно было учиться. Школа № 81 была построена практически в течение одного года и открыла свои двери для учеников в сентябре 1964 года.
Первым директором школы была Виктория Матвеевна Красногорская. Под её руководством школа из восьмилетней становится средней общеобразовательной после выпуска в 1967 году первого 10 класса.
В 1967 году в августе директором был назначен Василий Александрович Подружин. При нём, в 1971 году было построено новое здание школы, в котором она находится и по сей день на улице Солидарности 65а. Двадцать лет (1983—2003) школой № 81 руководил Виктор Николаевич Фролов. Школа развивалась и в 1989 году была построена пристройка к школе. Школа принимала участие и побеждала во многих городских, областных и региональных конкурсах. В 1997 году по результатам своей образовательной деятельности школа получила статус школы с углубленным изучением отдельных предметов — математики, физики, информатики. В 2003 году директором школы № 81 стала Алла Аркадьевна Ятайкина. Школа № 81 получила статус лицея в 2007 году

## Девиз лицея
Сквозь тернии к звёздам.
В 2012 году в Рейтинге школ повышенного уровня восьми регионов России по данному критерию (возможность индивидуального развития учащихся) лицей занял 5 место в регионе.

## Образовательный процесс
С 2005 года введено профилирование 10-х классов.
В лицее три профильных направлений:
- физико-математический профиль
- информационно-технологический профиль
- научно-математический профиль

Также была введена предпрофильная подготовка учащихся 9-х классов по физике, математике и информатике. Предшкольная подготовка детей старшего дошкольного возраста организована через занятия в подготовительном центре «Старт».[значимость факта?] Занятия проводятся учителями начальных классов и носят развивающий характер.

## Структура лицея
- Кафедра математики и информатики
- Кафедра естественно-научного цикла (химия, биология, физика, география)
- Методическое объединение учителей физкультуры, технологии и ОБЖ
- Кафедра гуманитарных дисциплин (русский язык и литература, история, обществознание, право)
- Методическое объединение учителей иностранного языка
- Кафедра начального образования и искусства[6]

## Педагогический коллектив
- Заслуженных учителей Российской Федерации — 4 человека;
- Отличников народного просвещения −3 человека;
- Почётных работников образования — 3 человек;
- Победителей конкурса лучших учителей России — 7 человек;
- Обладателей премии губернатора Новосибирской области — 5 человек;
- Обладателей премии мэра Новосибирска — 5 человек;
- Победителей конкурса «Учитель года» — 5 человек;
- Мастеров спорта — 1 человек[7].

## Техническое оснащение
В лицее были оборудованы все кабинеты, необходимые для осуществления образовательного процесса. Особого внимания заслуживает оформление и оснащение специализированных кабинетов физики, химии, информатики, математики, биологии, географии, физкультуры, ОБЖ, русского языка, литературы, труда, музыки, истории, обществознания, астрономии, начальных классов, которые оснащены всеми необходимыми для теоретических и практических занятий приборами, оборудованием и приспособлениями. В школе построены 3 спортивных зала: 2 игровых больших и малый гимнастический, зал аэробики и тренажерный зал, соляная пещера, 3 лыжные базы, хоккейная коробка, рампа, дорожка для кёрлинга, боулинга, хоккея.

### Информационные технологии в лицее
Высокое оснащение лицея компьютерной, мультимедийной и интерактивной техникой позволяет преподавателям лицея широко и активно использовать информационные технологии в образовательном процессе: в 2013—2014 учебном году в целом по лицею 45 % всех уроков проведено с использованием средств информатизации.

## Достижения
- В 2007 году лицей стал победителем конкурса инновационных школ, проводимого в рамках Приоритетного национального проекта «Образование».[10]
- В 2009 году лицей стал победителем Городского конкурса по использованию Classmate PC (персонального мобильного компьютера ученика) в рамках пилотного проекта «1 ученик:1 компьютер».[11]
- В 2012 году лицей в Рейтинге школ повышенного уровня восьми регионов России занял 5 место в регионе[4].
- В 2013 году лицей был внесён в федеральный электронный реестр «Доска почёта России (недоступная ссылка)»[12].
- В 2013 году лицей удостоен диплома «Национальное достояние России» за успехи учащихся во Всероссийских конкурсах и конференциях[13][14].

## Ученики Лицея — Герои РФ
Двое выпускников лицея № 81 награждены званием «Герой Российской Федерации»:
- Игорь Станкевич (выпускник 1975 года);
- Сергей Амосов (выпускник 1977 года), награждён посмертно.